# Kolmogorow-Arnold-Moser-Theorem
Das Kolmogorow-Arnold-Moser-Theorem (kurz „KAM-Theorem“) ist ein Resultat aus der Theorie der dynamischen Systeme, das Aussagen über das Verhalten eines solchen Systems unter kleinen Störungen macht. Das Theorem löst partiell das Problem der kleinen Teiler, das in der Störungsrechnung von dynamischen Systemen, insbesondere in der Himmelsmechanik, auftaucht.
Das KAM-Theorem entsprang der Fragestellung, ob eine kleine Störung eines konservativen dynamischen Systems zu einer quasiperiodischen Bewegung führt. Der Durchbruch bei der Beantwortung dieser Frage gelang Andrei Kolmogorow in seinem Plenarvortrag auf dem Internationalen Mathematikerkongress in Amsterdam 1954 (The general theory of dynamical systems and classical mechanics). Das Resultat wurde 1962 von Jürgen Moser für sogenannte smooth twist maps und 1963 von Wladimir Arnold für hamiltonsche Systeme streng bewiesen.

## Heuristik
Das Hauptresultat der KAM-Theorie garantiert die Existenz von quasiperiodischen Lösungen für eine gewisse Klasse von Differentialgleichungen. Eine wichtige Unterklasse davon bilden die Differentialgleichungen für das sogenannte n-Körperproblem. Quasiperiodische Lösungen können nahe beieinander liegen, aber zwischen ihnen können instabile Bahnen liegen, so dass in der Praxis wegen beispielsweise endlicher Messgenauigkeit nicht entschieden werden kann, ob man sich auf einer stabilen oder instabilen Bahn befindet. Für das Planetensystem kann gezeigt werden, dass die instabilen Bahnen sehr viel seltener sind als die stabilen.

## Das Theorem
Falls ein ungestörtes System nicht entartet ist, dann werden für genügend kleine autonome hamiltonsche Störungen die meisten nicht resonanten Tori lediglich leicht deformiert, so dass auch im Phasenraum des gestörten Systems invariante Tori existieren, die von den Phasenbahnen dicht und quasiperiodisch umsponnen werden, wobei die Frequenzen rational unabhängig sind. Diese invarianten Tori bilden die Mehrheit in dem Sinne, dass das Maß des Komplements ihrer Vereinigung klein ist, wenn die Störung schwach ist.